# 노스햄프턴 세인츠
노스햄프턴 세인츠 럭비 풋볼 클럽(Northampton Saints RFC)은 1880년 창단한 잉글랜드 노스햄프턴의 프로 럭비 팀이다. 프랭클린스 가든을 홈구장으로 사용하고 있으며 현재 잉글리시 프리미어십에 참가하고 있다.

## 우승
- 하이네켄 컵 : 1회 (1999-2000)
- 유러피언 챌린지 컵 : 1회 (2008-09)
- RFU 챔피언십 : 1회 (2007-08)
- 앵글로 웰시 컵 : 1회 (2009-10)

## 같이 보기
- 앵글로-웰시컵